# Quassia intermedia
Quassia intermedia là một loài thực vật có hoa trong họ Thanh thất. Loài này được (Mansf.) Noot. miêu tả khoa học đầu tiên năm 1963.